# مستضيفي كأس العالم للسيدات لكرة القدم
قائمة الدول مستضيفي كأس العالم للسيدات  لكرة القدم تم اختيار ست دول لاستضافة كأس العالم للسيدات FIFA في البطولات الثمانية للمسابقة من البطولة الافتتاحية في عام 1991 حتى البطولة في عام 2019.
تم اتخاذ قرار اقامة أول بطولة كرة قدم للسيدات في الصين من قبل الفيفا ( هيئة ادارة الرياضة الحاكمة الدولية لكرة القدم)، بعد أن استضافت الصين نموذ أولي لبطولة العالم قبل ثلاث سنوات، وهي بطولة FIFA لدعوة السيدات لعام 1988 [الإنجليزية]. رعت شركة مارس، إنكوربوريتد، أول بطولة لكأس العالم للسيدات. مع عدم رغبة الاتحاد الدولي في منح علامتها التجارية "كأس العالم"، عُرفت البطولة رسميًا باسم بطولة العالم الأولى لكرة القدم للسيدات في كأس إم آند إم.  
استضافت الصين والولايات المتحدة فقط الحدث في أكثر من مناسبة. تم منح كأس العالم للسيدات 2003 في الأصل إلى الصين، ولكن تم نقلها إلى الولايات المتحدة في مايو 2003 بسبب تفشي مرض السارس. وبدلاً من ذلك، مُنحت الصين حق استضافة البطولة التالية في عام 2007. 

## قائمة المضيفين
| سنة  | البلد المستضيف          | القارة          | الفائز           | نتيجة المضيف      |
| ---- | ----------------------- | --------------- | ---------------- | ----------------- |
| 1991 | China                   | آسيا            | الولايات المتحدة | الدور ربع النهائي |
| 1995 | Sweden                  | أوروبا          | النرويج          | الدور ربع النهائي |
| 1999 | United States           | أمريكا الشمالية | الولايات المتحدة | ابطال             |
| 2003 | United States (2)       | أمريكا الشمالية | ألمانيا          | المكان الثالث     |
| 2007 | China (2)               | آسيا            | ألمانيا          | الدور ربع النهائي |
| 2011 | Germany                 | أوروبا          | اليابان          | الدور ربع النهائي |
| 2015 | Canada                  | أمريكا الشمالية | الولايات المتحدة | الدور ربع النهائي |
| 2019 | France                  | أوروبا          | الولايات المتحدة | الدور ربع النهائي |
| 2023 | Australia و New Zealand | أوقيانوسيا      |                  |                   |

## الروابط الخارجية
- الموقع الرسمي